# Force Majeure
Force Majeure je debutové album německé zpěvačky Doro Pesch, bývalé zpěvačky skupiny Warlock.

## Seznam skladeb
1. „A Whiter Shade of Pale“ – 03:49
2. „Save My Soul“ – 03:47
3. „World Gone Wild“ – 03:54
4. „Mission of Mercy“ – 03:57
5. „Angels With Dirty Faces“ – 03:59
6. „Beyond the Trees“ – 02:28
7. „Hard Times“ – 03:32
8. „Hellraiser“ – 04:57
9. „I Am What I Am“ – 02:35
10. „Cry Wolf“ – 04:47
11. „Under the Gun“ – 03:49
12. „River of Tears“ – 03:55
13. „Bis Aufs Blut“ – 00:36